# Östra kyrkogården

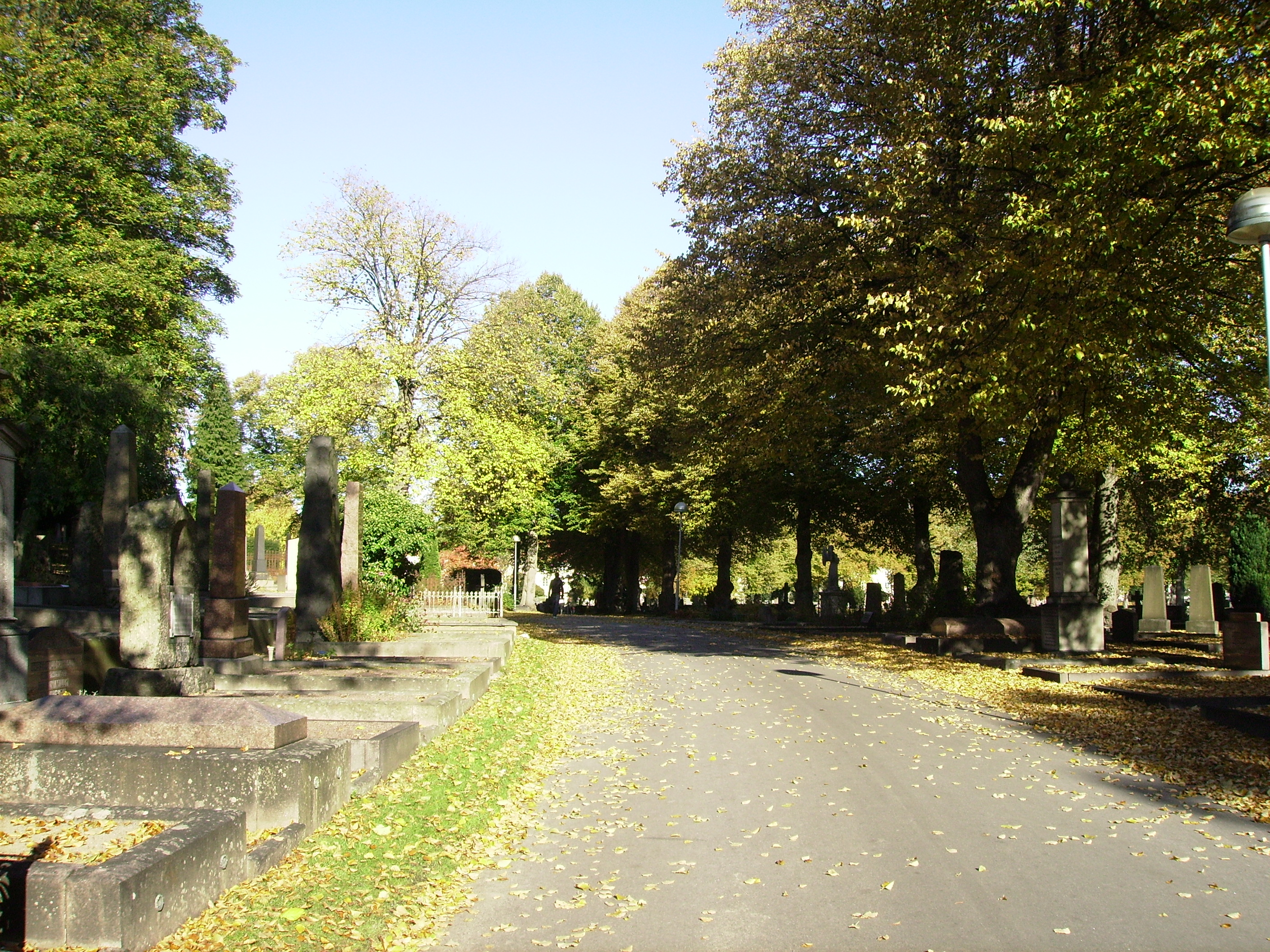
A temető 2009 őszén

Az Östra kyrkogården temető Göteborgban található, Svédországban, azon belül Örgryteben, a göteborgi egyházkerületben. 25,3 hektárnyi területével és közel 18.000 síremlékével a harmadik legnagyobb temető a városban. Az urnákat is beleszámolva, mintegy 150.000 ember nyughelye. A temetőben kapott helyet a város számos híres szülötte, akiknek munkássága és adományai segítettek a város megformálásában. Sírhelyeik közül jó néhány igazi mestermunkája az építő- és kőfaragóművészetnek. A zsidó temető a temető déli részében kapott helyet.

## Története
A temető területét annak idején 60 000 svéd riksdalerért (korabeli pénznem) vették meg az akkori tulajdonostól. A temetőt J. H. Strömberg építész tervezte és 1860. november 16-án nyílt meg Begravningsplatsen, azaz Temetkezési hely néven. Az első temetés 1861. február 27-én volt. Már működésének első évében 348 felnőttet és 648 gyermeket helyeztek itt nyugalomra. 
1890-ben nyílt meg Göteborg első krematóriuma, melyet Hans Hedlund svéd építész tervezett. Az épület 1920. december 23-án leégett, ám nem sokkal később újjáépítették.  A krematóriumot végül 1951-ben zárták be, mert szerepét a szomszédos, Kviberg kerület krematóriuma vette át.

## Híres elhunytak
- Ivar Arosenius (1878–1909), festő
- Karin Boye (1900–1941), költő
- Albert Ulrik Bååth (1853–1912), költő
- Bengt Erland Fogelberg (1786–1854), szobrász
- Sven Adolf Hedlund (1821–1900), politikus, a Göteborg Múzeum alapítója
- Eric Lemming (1880–1900), atléta
- Erik Lönnroth (1910–2002), történész
- Sven Renström (1793–1869), politikus
- Dan Broström (1870–1925), svéd tengerészeti miniszter 1914 és 1917 közt
- Viktor Rydberg (1928-1895), író
- Sven Rydell (1905–1975), futballista
- Carl Skottsberg (1880–1963), botanikus
- Otto Nordenskiöld (1869–1928), finn és svéd geológus, geográfus és sarkkutató
- Pehr Gyllenhammar (1901–1988), svéd biztosítási vállalatigazgató

## Fordítás
Ez a szócikk részben vagy egészben  az   Östra kyrkogården, Gothenburg című angol Wikipédia-szócikk fordításán alapul.  Az eredeti cikk szerkesztőit annak laptörténete sorolja fel. Ez a jelzés csupán a megfogalmazás eredetét és a szerzői jogokat jelzi, nem szolgál a cikkben szereplő információk forrásmegjelöléseként.